# Rue du Vertbois
Rue du Vertbois [ry dy vérbua] je ulice v Paříži. Nachází se ve 3. obvodu.

## Poloha
Ulice vede od křižovatky s Rue de Turbigo a končí u Rue Saint-Martin. Ulice je orientována od východu na západ.

## Historie
Ve 13. století byly postaveny hradby kláštera Saint-Martin-des-Champs (věže a zeď v Rue du Vertbois). Podél nich vznikla ulice Rue Neuve-Saint-Laurent. V říjnu 1839 byla v této ulici otevřena první pařížská vyšší základní škola (předchůdce lyceí).
Na základě ministerské vyhlášky z 18. února 1851 byla Rue Saint-Laurent připojena k Rue du Vertbois. Název ulice znamená v překladu „zelené dřevo“ a nejspíše odkazuje na stromy, které rostly v zahradách kláštera Saint-Martin-des-Champs v prostoru, kde posléze ulice vznikla.
Za druhé světové války byla zdejší městská škola sídlem ateliéru Vert-Bois, který založil malíř Jean Lombard (1895–1983).

## Významné stavby a pamětihodnosti
- Na rohu s Rue Saint-Martin se nachází Fontána Vert bois
- V ulici se dochovaly hradby bývalého kláštera Saint-Martin-des-Champs
- domy č. 31–55: Conservatoire national des arts et métiers
- dům č. 64: vstup do Passage du Vertbois